# Raionul Horodîșce, Cerkasî
Horodîșce (în ucraineană Городищенський район, transliterat: Horodîșcenskîi raion) este un raion în regiunea Cerkasî, Ucraina. Reședința sa este orașul Horodîșce.

## Demografie
Componența lingvistică a raionului Horodîșce
     Ucraineană (97,56%)
     Rusă (1,99%)
     Alte limbi (0,17%)
Conform recensământului din 2001, majoritatea populației raionului Horodîșce era vorbitoare de ucraineană (97,56%), existând în minoritate și vorbitori de rusă (1,99%).